# Chunchada
La Chunchada (in russo Хунхада?) è un fiume della Russia siberiana orientale (Repubblica Autonoma della Sacha-Jacuzia), affluente di destra del Tompo (bacino idrografico dell'Aldan).
Nasce dalla piccola catena montuosa omonima, parte del sistema dei monti di Verchojansk, scorrendo successivamente con direzione sud-orientale in una zona pressoché disabitata; sfocia nel Tompo a 257 km dalla foce. La lunghezza del fiume è di 189 km, il bacino imbrifero è di 3 680 km². Il maggiore tributario è il fiume Sangar, lungo 32 km, che confluisce dalla destra idrografica.
Come gli altri fiumi del bacino, la Chunchada è gelata per buona parte dell'anno (primi di ottobre - fine maggio in media).